# Мартин Вартецкий
Мартин Вартецкий известный также как Мартин из Варты (пол. Marcin Wartecki, II половина XVI века) — польский композитор и музыкант, монограмист MW.
В 1564—1565 был певцом знаменитой королевской капеллы Вавельского собора в Кракове, т. н. рорантистов (от лат. назв. утренней молитвы «Rorate coeli» — «Молитесь небу»).
Единственное сохранившееся музыкальное произведение композитора — четырехголосый интроит Nos autem gloriari oportet, содержащейся в так называемой Ловичской органной табулатуре (около 1580).
Исследователи отмечают, что на формирование композиторского стиля Мартина Вартецкого большое влияние оказало творчество Себастьяна из Фельштына.